# Kuma (Kaspisches Meer)
Die Kuma (russisch Кума́) ist ein 802 km langer Zufluss des Kaspischen Meeres im Nordkaukasus und im Kaukasusvorland (Russland).

## Verlauf
Die Kuma entspringt in den Bergen Karatschai-Tscherkessiens in etwa 2050 m unweit des Gumbaschi-Passes, knapp 25 km östlich der Stadt Karatschajewsk und nahe der Quelle ihres bedeutendsten Nebenflusses Podkumok. Von dort fließt die Kuma in nordöstlicher Richtung durch ein enges Tal, bis sie bereits auf dem Territorium der Region Stawropol die Ebene erreicht und das Gebiet der „Kaukasischen Mineralwasser-Kurorte“ Kislowodsk und Pjatigorsk nördlich umfließt. Weiter in östlicher bis nordnordöstlicher Richtung verlaufend, erreicht sie schließlich den Ostteil der Manytschniederung und wendet sich nach Osten, bevor sie etwa 100 km südlich der Kleinstadt Lagan in den Nordwestteil des Kaspischen Meeres mündet.
Auf dem 100 Kilometer langen Abschnitt bis zur Mündung stellt der Fluss auf weiten Strecken die Grenze zwischen den Republiken Kalmückien und Dagestan dar. Nach einer gängigen Definition bildet sie dort auch die Grenze zwischen Europa und Asien, die sich nach Westen durch die Manytschniederung fortsetzt.

## Nutzung
Die Kuma ist nicht schiffbar. Ihr Wasser wird in großem Maßstab für die Bewässerung landwirtschaftlicher Nutzflächen genutzt, sodass der Fluss während der trockenen Sommermonate regelmäßig auf knapp 200 km Länge etwa ab Neftekumsk bis zur Mündung versiegt. Für Bewässerungszwecke wurden der Terek-Kuma-Kanal, der die Kuma mit dem Terek verbindet, und der Kuma-Manytsch-Kanal zum Manytsch gebaut.